# Johan Jacob van Bronckhorst

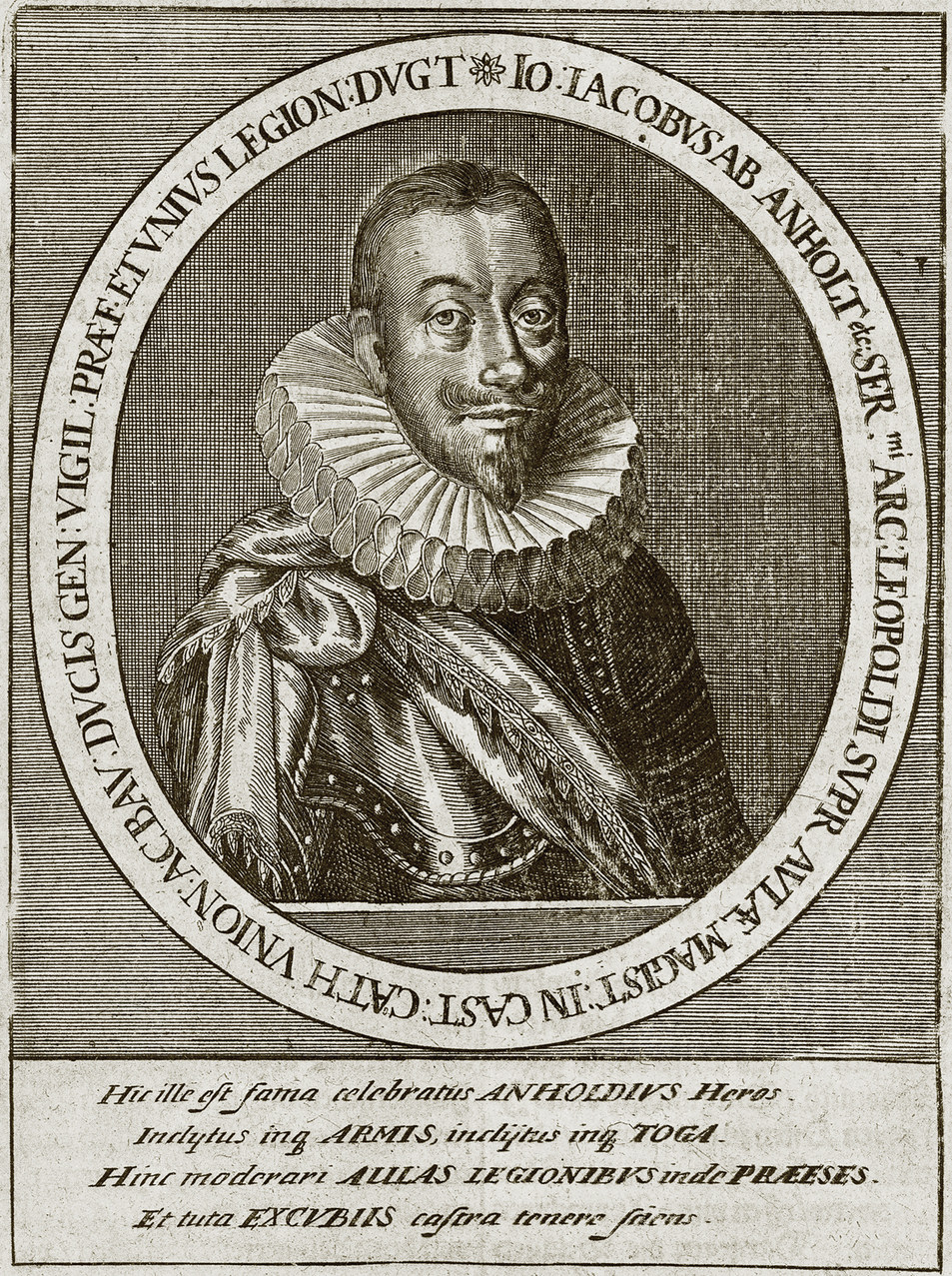
Johan Jacob van Bronckhorst

Johan Jacob van Bronckhorst, graaf van Bronckhorst-Batenburg, heer van Mylendonck en Moyland en Ridder van het Gulden Vlies, (Kasteel Anholt, 12 februari 1582 — Freiburg im Breisgau, 19 oktober 1630) was keizerlijk veldmaarschalk in de Dertigjarige Oorlog en de tweede zoon van Jacob van Bronckhorst-Batenburg en Geertruida van Myllendonk.
Al op twaalfjarige leeftijd werd hij luitenant over een troep Anholter soldaten. Van zijn veertiende volgde hij vier jaar een opleiding aan een universiteit in Lotharingen. Daarna maakte hij een vrijgezellentoer door Italië. In 1603 trad hij net als zijn vader in Spaanse militaire dienst. In 1605 werd hij tot kapitein bevorderd. Na de wapenstilstand van 1609 werd hij kolonel in Oostenrijkse dienst. Zijn commandant, Aartshertog Leopold benoemde hem in de kroonraad en maakte hem commandant van een regiment voetvolk. Dit regiment nam in 1618 deel, aan de zijde van de Katholieke Liga, aan de Dertigjarige Oorlog.
In het jaar 1620 was hij betrokken bij de Slag op de Witte Berg onder Maximiliaan I van Beieren in Bohemen. Johan werd al snel luitenant en in 1622 veldmaarschalk in het Keizerlijk Beierse leger. In 1621 werd hij tot graaf benoemd.
Johan Jacob van Bronckhorst verwierf roem als keizerlijk veldmaarschalk onder de naam graaf van Anholt.

## Huwelijk en kinderen
Johan Jacob trouwde op 6 november 1618 met Maria Cleopha van Hohenzollern-Sigmaringen, dochter van Karel II van Hohenzollern-Sigmaringen en diens tweede vrouw Elisabeth van Pallant, gravin van Culemburg. Het paar kreeg twee kinderen:
- Johanna Catharina (Isabelle) erfvrouwe van Millendonck, Moyland, Baer en Lathum (28 maart 1627, ca. 1685), gedoopt op 7 april 1627 in Verden. Zij trouwde in 1641 met vorst Jacob Filips van Croÿ-Myllendonck, Prins van Croÿ († Keulen, 1683). Uit haar huwelijk werden twee kinderen geboren:
  - veldmaarschalk Karel Eugene de Croÿ[1] (ca. 1645-1702)
  - Philippe Henri de Croÿ Roeulx (ca. 1652-1724)
- Dietrich van Bronckhorst

Maria Cleopha trouwde als weduwe in 1632 met Filips Karel van Arenberg, vorst van Arenberg en hertog van Aarschot (1587-1640)

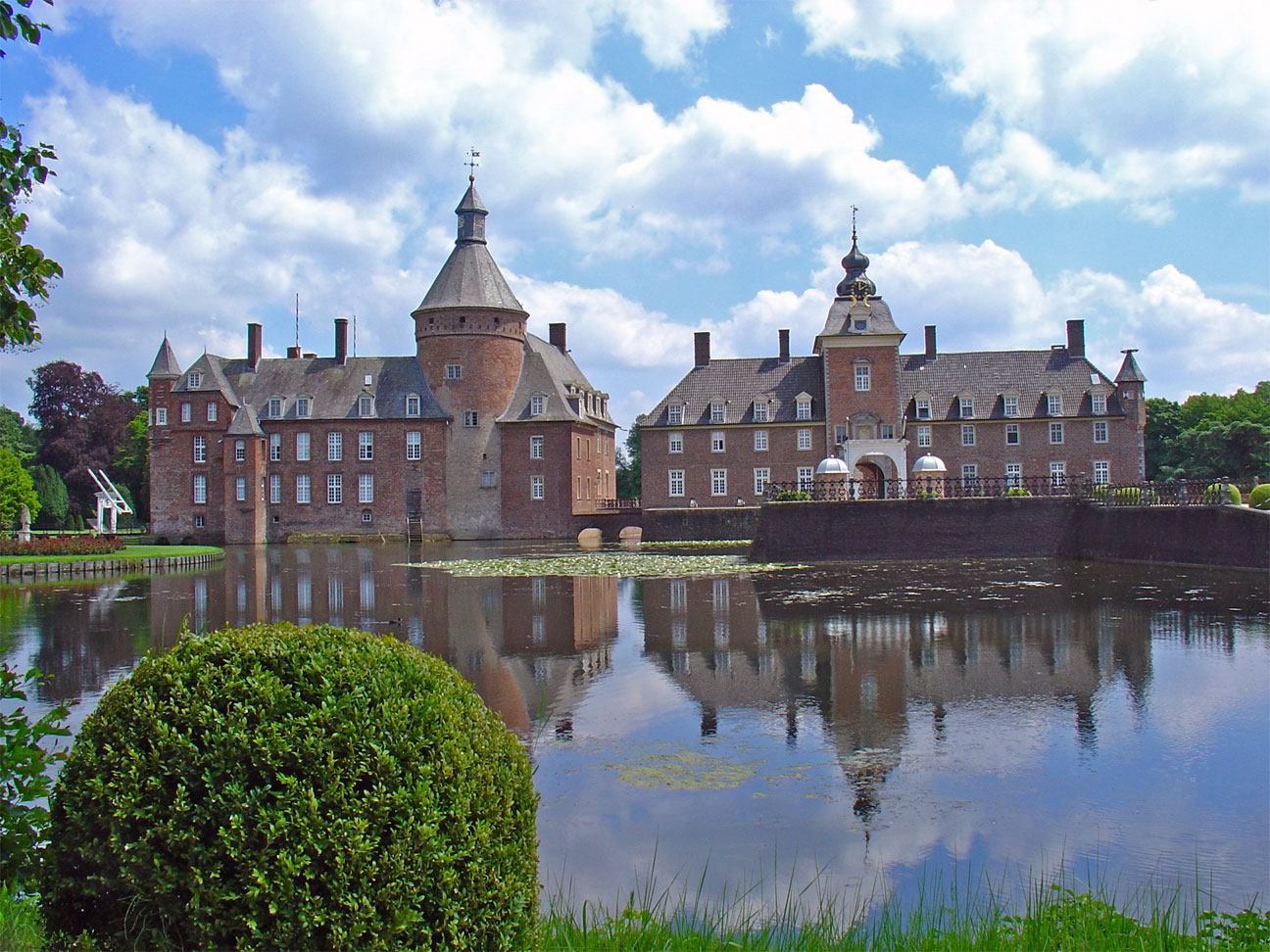
Kasteel Anholt
Slag op de Witte Berg
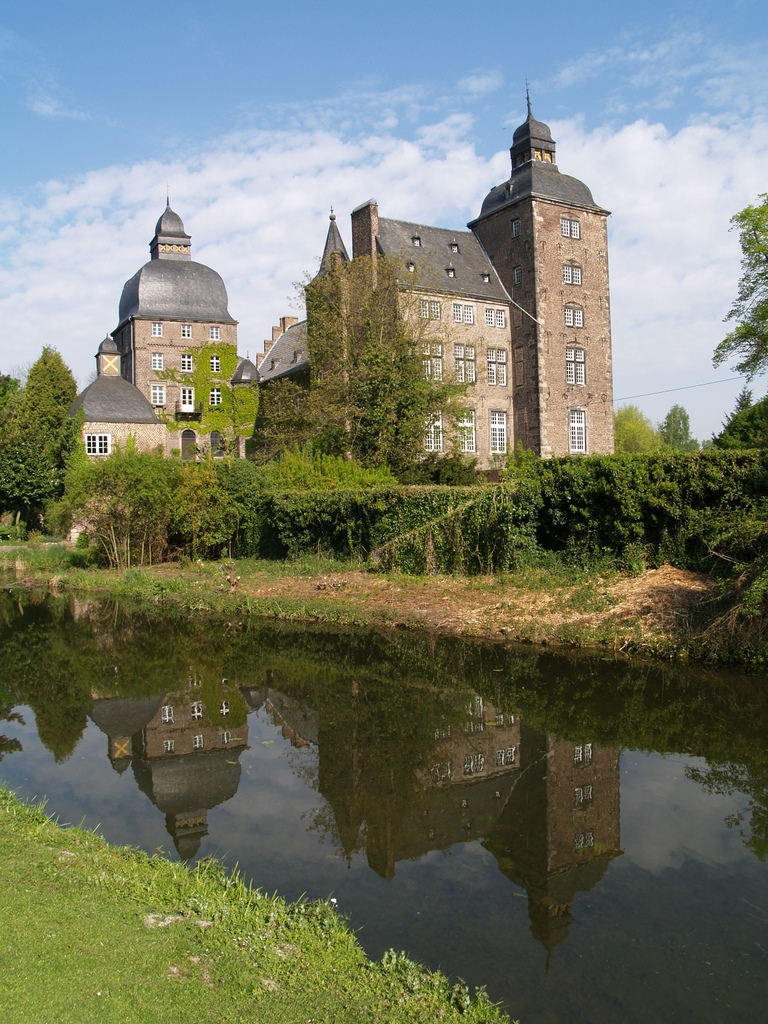
Slot Myllendonk